# Fotballklubben Bodø/Glimt 2013
Questa voce raccoglie le informazioni riguardanti il Fotballklubben Bodø/Glimt nelle competizioni ufficiali della stagione 2013.

## Stagione
Il Bodø/Glimt chiuse la stagione al 1º posto in classifica, tornando in Eliteserien dopo la retrocessione del campionato 2009. La squadra raggiunse la promozione matematica già il 30 settembre, con molte giornate d'anticipo sul termine del campionato. Questo risultato fu possibile anche grazie a una lunga striscia senza sconfitte – durata 17 partite – e poi interrotta dallo Hødd in data 8 settembre (2-1).

## Maglie e sponsor
Lo sponsor tecnico per la stagione 2013 fu Diadora, mentre lo sponsor ufficiale fu SpareBank 1. La divisa casalinga era composta da una maglietta completamente giallo ocra, con inserti neri. La divisa da trasferta fu invece totalmente nera.
| Casa | Trasferta |

## Rosa
| N. |                        | Ruolo | Calciatore          |
| -- | ---------------------- | ----- | ------------------- |
| 1  | Estonia (bandiera)     | P     | Pavel Londak        |
| 2  | Norvegia (bandiera)    | D     | Ruben Imingen       |
| 3  | Stati Uniti (bandiera) | D     | Zarek Valentin      |
| 4  | Norvegia (bandiera)    | D     | Thomas Braaten      |
| 5  | Norvegia (bandiera)    | D     | Thomas Jacobsen     |
| 6  | Norvegia (bandiera)    | D     | Anders Karlsen      |
| 7  | Senegal (bandiera)     | C     | Papa Alioune Ndiaye |
| 8  | Norvegia (bandiera)    | C     | Tommy Knarvik       |
| 9  | Norvegia (bandiera)    | A     | Jim Johansen        |
| 11 | Norvegia (bandiera)    | A     | Vegard Braaten      |
| 12 | Norvegia (bandiera)    | P     | Jonas Kolstad       |
| 14 | Norvegia (bandiera)    | C     | Ulrik Saltnes       |
| 15 | Ghana (bandiera)       | D     | Godwin Antwi        |
| 15 | Norvegia (bandiera)    | A     | Erlend Robertsen    |
| 16 | Norvegia (bandiera)    | C     | Morten Konradsen    |

| N. |                        | Ruolo | Calciatore          |
| -- | ---------------------- | ----- | ------------------- |
| 17 | Norvegia (bandiera)    | C     | Mathias Normann     |
| 18 | Norvegia (bandiera)    | C     | Christian Berg      |
| 20 | Norvegia (bandiera)    | A     | Ulrik Berglann      |
| 21 | Norvegia (bandiera)    | D     | Johannes Rydså      |
| 22 | Norvegia (bandiera)    | C     | Martin Pedersen     |
| 23 | Senegal (bandiera)     | C     | Vieux Sané          |
| 24 | Norvegia (bandiera)    | C     | Fredrik Pettersen   |
| 25 | Norvegia (bandiera)    | P     | Adrian Mikkelsen    |
| 26 | Norvegia (bandiera)    | C     | Emil Hansen Mørkved |
| 27 | Norvegia (bandiera)    | A     | Viljar Nordberg     |
| 28 | Giamaica (bandiera)    | A     | Dane Richards       |
| 29 | Norvegia (bandiera)    | A     | Abdurahim Laajab    |
| 30 | Afghanistan (bandiera) | C     | Roholla Iqbalzadeh  |
| 31 | Svezia (bandiera)      | P     | Viktor Noring       |
| –– | Norvegia (bandiera)    | D     | Tom Erik Nordberg   |

## Calciomercato

### Sessione invernale(dal 01/01 al 31/03)
| Acquisti | Acquisti            | Acquisti        | Acquisti      |
| R.       | Nome                | da              | Modalità      |
| -------- | ------------------- | --------------- | ------------- |
| D        | Zarek Valentin      | Montréal Impact | prestito      |
| C        | Roholla Iqbalzadeh  | Rosenborg       | definitivo    |
| C        | Papa Alioune Ndiaye | Diambars        | definitivo    |
| A        | Abdurahim Laajab    | Vålerenga       | definitivo    |
| A        | Dane Richards       | Burnley         | prestito      |
| A        | Erlend Robertsen    | Bryne           | fine prestito |

| Cessioni | Cessioni             | Cessioni  | Cessioni      |
| R.       | Nome                 | a         | Modalità      |
| -------- | -------------------- | --------- | ------------- |
| D        | Krister Wemberg      | Molde     | fine prestito |
| C        | Daniel Berntsen      | Rosenborg | fine prestito |
| C        | Papa Alioune Ndiaye  | Diambars  | fine prestito |
| C        | Magnus Sylling Olsen |           | svincolato    |
| A        | Vini Dantas          | Lahti     | definitivo    |
| A        | Aram Khalili         | Bryne     | definitivo    |

### Sessione estiva(dal 15/07 al 10/08)
| Acquisti | Acquisti       | Acquisti  | Acquisti   |
| R.       | Nome           | da        | Modalità   |
| -------- | -------------- | --------- | ---------- |
| P        | Viktor Noring  |           | svincolato |
| D        | Godwin Antwi   |           | svincolato |
| C        | Anders Karlsen | Mjøndalen | definitivo |
| A        | Dane Richards  | Burnley   | definitivo |

| Cessioni | Cessioni          | Cessioni | Cessioni   |
| R.       | Nome              | a        | Modalità   |
| -------- | ----------------- | -------- | ---------- |
| D        | Tom Erik Nordberg | Levanger | definitivo |
| A        | Erlend Robertsen  | Harstad  | prestito   |

## Risultati

### 1. divisjon

#### Girone di andata
| Arbitro: | Borgersen (Oslo) |

|                               |           |                   |
| Johansen 11’, 52’ Saltnes 17’ | Marcatori | 58’ (rig.) Giæver |

| Arbitro: | Toppe |

|                    |           |            |
| Torp 61’ Lamøy 85’ | Marcatori | 60’ Laajab |

| Arbitro: | Ahlsen |

|                                |           |  |
| T. Braaten 16’, 28’ Laajab 60’ | Marcatori |  |

| Arbitro: | Kringstad |

|                                          |           |  |
| Skartun 53’, 56’ Khalili 66’, 90’ (rig.) | Marcatori |  |

| Arbitro: | Lundby |

|                            |           |  |
| Laajab 5’, 7’ Richards 57’ | Marcatori |  |

| Arbitro: | Moen |

|                       |           |                 |
| Grov 55’ Kapidzic 69’ | Marcatori | 58’, 90’ Laajab |

| Arbitro: | Hansen |

|            |           |  |
| Laajab 36’ | Marcatori |  |

| Arbitro: | Hansen |

|                                           |           |  |
| Ndiaye 27’ Johansen 38’ Laajab 84’ (rig.) | Marcatori |  |

| Hamar 20 maggio 2013, ore 18:00 9ª giornata | HamKam | 0 – 0 referto | Bodø/Glimt | Briskeby Arena (2.241 spett.)\| Arbitro: \| Eskås \| |
| Arbitro:                                    | Eskås  |               |            |                                                      |

| Arbitro: | Eskås |

|                 |           |  |
| Ndiaye 43’, 82’ | Marcatori |  |

| Nedre Eiker 8 giugno 2013, ore 15:30 11ª giornata                              | Mjøndalen | 0 – 3 referto                                | Bodø/Glimt | Mjøndalen Stadion (1.156 spett.) |
| \| \| \| \| \| \| Marcatori \| 5’ Ndiaye 26’ Johansen 90’ (rig.) T. Braaten \| |           |                                              |            |                                  |
|                                                                                |           |                                              |            |                                  |
|                                                                                | Marcatori | 5’ Ndiaye 26’ Johansen 90’ (rig.) T. Braaten |            |                                  |

| Arbitro: | Steen |

|                   |           |             |
| Johansen 19’, 62’ | Marcatori | 21’ Brustad |

| Arbitro: | Moen |

|               |           |                                         |
| Ellingsen 23’ | Marcatori | 11’ Ndiaye 13’, 90’ Laajab 70’ Johansen |

| Arbitro: | Toppe |

|  |           |                           |
|  | Marcatori | 37’ Ndiaye 82’ V. Braaten |

| Arbitro: | Moen |

|                                       |           |  |
| Richards 62’ V. Braaten 68’, 78’, 84’ | Marcatori |  |

#### Girone di ritorno
| Arbitro: | Gya |

|           |           |                         |
| Langås 1’ | Marcatori | 28’ Laajab 45’ Richards |

| Arbitro: | Eskås |

|                       |           |  |
| Laajab 48’ Ndiaye 88’ | Marcatori |  |

| Arbitro: | Kjensli (Kjelsås) |

|                                                                |           |                                    |
| Jacobsen 26’ Laajab 28’ Ndiaye 45’ Richards 50’ V. Braaten 90’ | Marcatori | 55’ Skartun 58’ Khalili 84’ Urstad |

| Arbitro: | Gya |

|  |           |                |
|  | Marcatori | 52’ V. Braaten |

| Arbitro: | Gjermshus |

|                           |           |  |
| Johansen 35’ Berglann 71’ | Marcatori |  |

| Arbitro: | Kringstad |

|             |           |                        |
| Eriksen 63’ | Marcatori | 77’ Laajab 85’ Imingen |

| Arbitro: | Lundby |

|                        |           |                     |
| Nilsen 42’ Standal 84’ | Marcatori | 86’ (rig.) Johansen |

| Arbitro: | Gya |

|                         |           |  |
| Richards 57’ Ndiaye 72’ | Marcatori |  |

| Arbitro: | Toppe |

|           |           |            |
| Rasch 21’ | Marcatori | 45’ Laajab |

| Arbitro: | Borgersen (Oslo) |

|              |           |  |
| Richards 36’ | Marcatori |  |

| Arbitro: | Edvartsen (Hamar) |

|                                |           |  |
| Adaramola 5’ (rig.) Grorud 82’ | Marcatori |  |

| Arbitro: | Hagenes |

|  |           |                     |
|  | Marcatori | 19’ Aas 77’ Rønning |

| Arbitro: | Gjermshus |

|  |           |                       |
|  | Marcatori | 31’ Jacobsen 84’ Sané |

| Arbitro: | Tennøy |

|                                                                                  |           |  |
| Ndiaye 2’, 13’, 43’ Laajab 21’ (rig.), 32’ Antwi 55’ Jacobsen 60’ V. Braaten 86’ | Marcatori |  |

| Arbitro: | Toppe |

|                |           |              |
| Stokkelien 57’ | Marcatori | 68’ Valentin |

### Coppa di Norvegia
| Arbitro: | Skarstein |

|                    |           |                                                                                 |
| Want 40’, 69’, 79’ | Marcatori | 4’, 12’ Pedersen 15’ Richards 37’ Konradsen 39’, 90’ V. Nordberg 67’ V. Braaten |

| Arbitro: | Jespersen |

|               |           |                            |
| Willassen 43’ | Marcatori | 10’ Ndiaye 117’ V. Braaten |

| Arbitro: | Ahlsen |

|                       |           |  |
| Laajab 25’ Ndiaye 90’ | Marcatori |  |

| Arbitro: | Hagen (Grue) |

|                         |           |             |
| Johansen 75’ Laajab 79’ | Marcatori | 56’ Rashani |

| Arbitro: | Johnsen (Tønsberg) |

|                                         |                      |                                       |
| Johansen 90’                            | Marcatori            | 8’ Ndiaye                             |
| Sema Bangura Mæland Engblom Kristiansen | Tiri di rigore 5 – 3 | Johansen V. Braaten T. Braaten Ndiaye |

## Statistiche

### Statistiche di squadra
| Competizione      | Punti | In casa | In casa | In casa | In casa | In casa | In casa | In trasferta | In trasferta | In trasferta | In trasferta | In trasferta | In trasferta | Totale | Totale | Totale | Totale | Totale | Totale | DR  |
| Competizione      | Punti | G       | V       | N       | P       | Gf      | Gs      | G            | V            | N            | P            | Gf           | Gs           | G      | V      | N      | P      | Gf     | Gs     | DR  |
| ----------------- | ----- | ------- | ------- | ------- | ------- | ------- | ------- | ------------ | ------------ | ------------ | ------------ | ------------ | ------------ | ------ | ------ | ------ | ------ | ------ | ------ | --- |
| 1. divisjon       | 67    | 15      | 14      | 0       | 1       | 41      | 7       | 15           | 7            | 4            | 4            | 22           | 17           | 30     | 21     | 4      | 5      | 63     | 24     | +39 |
| Coppa di Norvegia | -     | 2       | 2       | 0       | 0       | 4       | 1       | 3            | 2            | 1            | 0            | 10           | 5            | 5      | 4      | 1      | 0      | 14     | 6      | +8  |
| Totale            | -     | 17      | 16      | 0       | 1       | 45      | 8       | 18           | 9            | 5            | 4            | 32           | 22           | 35     | 25     | 5      | 5      | 77     | 30     | +47 |

### Statistiche dei giocatori
| Giocatore     | 1. divisjon | 1. divisjon | 1. divisjon | 1. divisjon | Coppa di Norvegia | Coppa di Norvegia | Coppa di Norvegia | Coppa di Norvegia | Coppe europee | Coppe europee | Coppe europee | Coppe europee | Altre coppe | Altre coppe | Altre coppe | Altre coppe | Totale   | Totale | Totale      | Totale     |
| Giocatore     | Presenze    | Reti        | Ammonizioni | Espulsioni  | Presenze          | Reti              | Ammonizioni       | Espulsioni        | Presenze      | Reti          | Ammonizioni   | Espulsioni    | Presenze    | Reti        | Ammonizioni | Espulsioni  | Presenze | Reti   | Ammonizioni | Espulsioni |
| ------------- | ----------- | ----------- | ----------- | ----------- | ----------------- | ----------------- | ----------------- | ----------------- | ------------- | ------------- | ------------- | ------------- | ----------- | ----------- | ----------- | ----------- | -------- | ------ | ----------- | ---------- |
| G. Antwi      | 10          | 1           | 1           | 0           | 0                 | 0                 | 0                 | 0                 | ?             | ?             | ?             | ?             | ?           | ?           | ?           | ?           | 10+      | 1+     | 1+          | 0+         |
| C. Berg       | 28          | 0           | 4           | 0           | 3                 | 0                 | 1                 | 0                 | ?             | ?             | ?             | ?             | ?           | ?           | ?           | ?           | 31+      | 0+     | 5+          | 0+         |
| U. Berglann   | 28          | 1           | 3           | 0           | 5                 | 0                 | 1                 | 0                 | ?             | ?             | ?             | ?             | ?           | ?           | ?           | ?           | 33+      | 1+     | 4+          | 0+         |
| T. Braaten    | 24          | 3           | 2           | 0           | 5                 | 0                 | 0                 | 0                 | ?             | ?             | ?             | ?             | ?           | ?           | ?           | ?           | 29+      | 3+     | 2+          | 0+         |
| V. Braaten    | 20          | 7           | 2           | 0           | 5                 | 2                 | 0                 | 0                 | ?             | ?             | ?             | ?             | ?           | ?           | ?           | ?           | 25+      | 9+     | 2+          | 0+         |
| R. Imingen    | 30          | 1           | 1           | 0           | 4                 | 0                 | 2                 | 0                 | ?             | ?             | ?             | ?             | ?           | ?           | ?           | ?           | 34+      | 1+     | 3+          | 0+         |
| R. Iqbalzadeh | 0           | 0           | 0           | 0           | 0                 | 0                 | 0                 | 0                 | ?             | ?             | ?             | ?             | ?           | ?           | ?           | ?           | 0+       | 0+     | 0+          | 0+         |
| T. Jacobsen   | 23          | 3           | 4           | 0           | 5                 | 0                 | 0                 | 0                 | ?             | ?             | ?             | ?             | ?           | ?           | ?           | ?           | 28+      | 3+     | 4+          | 0+         |
| J. Johansen   | 27          | 9           | 3           | 0           | 4                 | 1                 | 0                 | 0                 | ?             | ?             | ?             | ?             | ?           | ?           | ?           | ?           | 31+      | 10+    | 3+          | 0+         |
| A. Karlsen    | 11          | 0           | 0           | 0           | 0                 | 0                 | 0                 | 0                 | ?             | ?             | ?             | ?             | ?           | ?           | ?           | ?           | 11+      | 0+     | 0+          | 0+         |
| T. Knarvik    | 3           | 0           | 0           | 0           | 1                 | 0                 | 0                 | 0                 | ?             | ?             | ?             | ?             | ?           | ?           | ?           | ?           | 4+       | 0+     | 0+          | 0+         |
| J. Kolstad    | 5           | 0           | 0           | 0           | 1                 | 0                 | 0                 | 0                 | ?             | ?             | ?             | ?             | ?           | ?           | ?           | ?           | 6+       | 0+     | 0+          | 0+         |
| M. Konradsen  | 10          | 0           | 1           | 0           | 2                 | 1                 | 0                 | 0                 | ?             | ?             | ?             | ?             | ?           | ?           | ?           | ?           | 12+      | 1+     | 1+          | 0+         |
| A. Laajab     | 26          | 17          | 4           | 1           | 3                 | 2                 | 0                 | 0                 | ?             | ?             | ?             | ?             | ?           | ?           | ?           | ?           | 29+      | 19+    | 4+          | 1+         |
| P. Londak     | 16          | 0           | 0           | 0           | 4                 | 0                 | 0                 | 0                 | ?             | ?             | ?             | ?             | ?           | ?           | ?           | ?           | 20+      | 0+     | 0+          | 0+         |
| A. Mikkelsen  | 0           | 0           | 0           | 0           | 0                 | 0                 | 0                 | 0                 | ?             | ?             | ?             | ?             | ?           | ?           | ?           | ?           | 0+       | 0+     | 0+          | 0+         |
| E. Mørkved    | 0           | 0           | 0           | 0           | 0                 | 0                 | 0                 | 0                 | ?             | ?             | ?             | ?             | ?           | ?           | ?           | ?           | 0+       | 0+     | 0+          | 0+         |
| P. Ndiaye     | 27          | 12          | 5           | 1           | 4                 | 3                 | 1                 | 0                 | ?             | ?             | ?             | ?             | ?           | ?           | ?           | ?           | 31+      | 15+    | 6+          | 1+         |
| T. Nordberg   | 0           | 0           | 0           | 0           | 0                 | 0                 | 0                 | 0                 | ?             | ?             | ?             | ?             | ?           | ?           | ?           | ?           | 0+       | 0+     | 0+          | 0+         |
| V. Nordberg   | 11          | 0           | 0           | 0           | 0                 | 0                 | 0                 | 0                 | ?             | ?             | ?             | ?             | ?           | ?           | ?           | ?           | 11+      | 0+     | 0+          | 0+         |
| V. Noring     | 9           | 0           | 0           | 0           | 0                 | 0                 | 0                 | 0                 | ?             | ?             | ?             | ?             | ?           | ?           | ?           | ?           | 9+       | 0+     | 0+          | 0+         |
| M. Normann    | 0           | 0           | 0           | 0           | 0                 | 0                 | 0                 | 0                 | ?             | ?             | ?             | ?             | ?           | ?           | ?           | ?           | 0+       | 0+     | 0+          | 0+         |
| M. Pedersen   | 3           | 0           | 0           | 0           | 2                 | 2                 | 1                 | 0                 | ?             | ?             | ?             | ?             | ?           | ?           | ?           | ?           | 5+       | 2+     | 1+          | 0+         |
| F. Pettersen  | 0           | 0           | 0           | 0           | 0                 | 0                 | 0                 | 0                 | ?             | ?             | ?             | ?             | ?           | ?           | ?           | ?           | 0+       | 0+     | 0+          | 0+         |
| D. Richards   | 28          | 6           | 2           | 0           | 4                 | 1                 | 1                 | 0                 | ?             | ?             | ?             | ?             | ?           | ?           | ?           | ?           | 32+      | 7+     | 3+          | 0+         |
| E. Robertsen  | 0           | 0           | 0           | 0           | 1                 | 0                 | 0                 | 0                 | ?             | ?             | ?             | ?             | ?           | ?           | ?           | ?           | 1+       | 0+     | 0+          | 0+         |
| J. Rydså      | 0           | 0           | 0           | 0           | 0                 | 0                 | 0                 | 0                 | ?             | ?             | ?             | ?             | ?           | ?           | ?           | ?           | 0+       | 0+     | 0+          | 0+         |
| U. Saltnes    | 11          | 1           | 1           | 0           | 4                 | 0                 | 0                 | 0                 | ?             | ?             | ?             | ?             | ?           | ?           | ?           | ?           | 15+      | 1+     | 1+          | 0+         |
| V. Sané       | 28          | 1           | 3           | 0           | 5                 | 0                 | 1                 | 0                 | ?             | ?             | ?             | ?             | ?           | ?           | ?           | ?           | 33+      | 1+     | 4+          | 0+         |
| Z. Valentin   | 28          | 1           | 4           | 0           | 4                 | 0                 | 1                 | 0                 | ?             | ?             | ?             | ?             | ?           | ?           | ?           | ?           | 32+      | 1+     | 5+          | 0+         |